# Alexandra Andresen
Alexandra Gamlemshaug Andresen (Oslo, 23 de julho de 1996) é uma herdeira norueguesa, desde de março de 2016, então com 19 anos, se tornou a mais jovem bilionária do mundo. Seu patrimônio líquido é estimado em US$ 1,1 bilhões.
Andresen é filha do industrial norueguês Johan H. Andresen jr. e de Kristin Andresen. Johan é proprietário da Ferd AS, que em 2007 transferiu participações de 42,2% cada uma para Alexandra e sua irmã Katharina Andresen.
Ela é bisneta de Johan H. Andresen, tataraneta de Johan Henrik Andresen e Anton Klaveness e tataraneta de Nicolai Andresen. Johan Henrik era irmão de Nicolay August Andresen e tio de Nils August Andresen Butenschøn.

## Carreira
Andresen ganhou vários prêmios e honras em competições de adestramento de cavalos e modelou várias vezes para a empresa de roupas equestres KingsLand.